# Dudaktan Kalbe
Dudaktan Kalbe es una serie de televisión turca de 2007, producida por Ay Yapım y emitida por Show TV. Es una adaptación de la novela homónima de Reşat Nuri Güntekin, publicada en 1923.

## Trama
Hüseyin Kenan es un talentoso músico que ha luchado por superar el dolor emocional de una difícil infancia, marcada por el suicidio de su padre, y la crueldad de su tío, Sait, quien lo crio. Kenan se siente indigno de su primer amor, Leyla, y sacrifica su relación para viajar al extranjero y concentrarse en su carrera, convirtiéndose en un famoso violinista. El primo de Kenan, Cemil, se casa con Leyla a pesar de que sabe que ella no lo ama, lo que le causará una profunda angustia y desesperación. Decide no volver a enamorarse. Cuando Kenan regresa, conocerá a Lamia, una joven huérfana fanática de él y su música. Entre ellos nacerá una atracción inmediata, pero Kenan reprime su amor debido a la posición social inferior de Lamia. Al final, Kenan se suicida.

## Reparto
- Aslı Tandoğan como Lamia Sönmez.
- Burak Hakkı como Hüseyin Kenan Gün.
- Fadik Sevin Atasoy como Leyla Paşazade.
- Yiğit Özşener como Cemil Paşazade.
- Özge Özder como Cavidan Meriçoğlu.
- Köksal Engür como Sait Paşazade.
- Gözde Kansu como Nimet Başar.
- Oktay Oy como Veysel.
- Ayten Soykök como Enise.
- Levent Güner como Şükrü.
- Ömer Akgüllü como Cevat.
- Sevgi Onat como Melek Gün.
- Levent Güner como Şükrü.
- Sadık Gürbüz
- İsmail Düvenci como Münir.
- Salahsun Hekimoğlu como Vefik Meriçoğlu.
- Rafi Emeksiz como Kahya İlyas.
- Tuncay Akça como Aşçı.
- Ayşen Barutçu como Macide.
- İrem Özgün como Gülay.
- Mehtap Bayri como	Afife.
- Levent Sülün como	Rasim.
- A. Yavuz Sepetçi como Kemal.
- Güzin Alkan como Makbule.
- Uğur İzgi como Nazım.
- Elif İnci como İnci.
- Nazlı Ceren Argon como Pınar.
- Yunus Güner como Namık.
- Deniz Türkali como Şahika.
- Meriç Başaran como Suzan.
- Aydan Akyol como Gardiyan.
- Semra Sima como Enfermera.

## Temporadas
| Temporada | Temporada | Episodios | Rango de episodios | Emisión original        | Emisión original    |
| Temporada | Temporada | Episodios | Rango de episodios | Inicio                  | Final               |
| --------- | --------- | --------- | ------------------ | ----------------------- | ------------------- |
|           | 1         | 41        | 1 - 41             | 3 de septiembre de 2007 | 16 de junio de 2008 |
|           | 2         | 34        | 42 - 75            | 2 de septiembre de 2008 | 26 de mayo de 2009  |